# Baukraftkennziffer
Als Baukraft-Kennziffer bezeichnet man Kennziffern des Bauvolumens im Wohn- und Nichtwohnbau (Hochbau), Straßen-, Kanal- und sonstigem Ver- und Entsorgungsbau (Tiefbau) sowie der Nachfrage privater oder semi-professioneller Do-It-Yourself-Gruppen (DIY).
Baukraft-Kennziffern werden in Deutschland meist bezogen auf Postleitgebiete regelmäßig von Forschungsinstituten wie z. B. infas erhoben.
Dabei werden abhängig von der jeweiligen Zielsetzung verschiedene Kennziffern wie etwa absoluter Betrag (in Mio. €) oder Quotienten von Bezugsgrößen wie Einwohnerzahl, Bundes- oder Landesdurchschnitt oder Vorjahreswerten ermittelt.
Diese werden wiederum mit unterschiedlicher räumlicher Granularität (Gemeinden, Postleitgebiete, Kreise, Länder usw.) ermittelt.